# Lago Bunyonyi

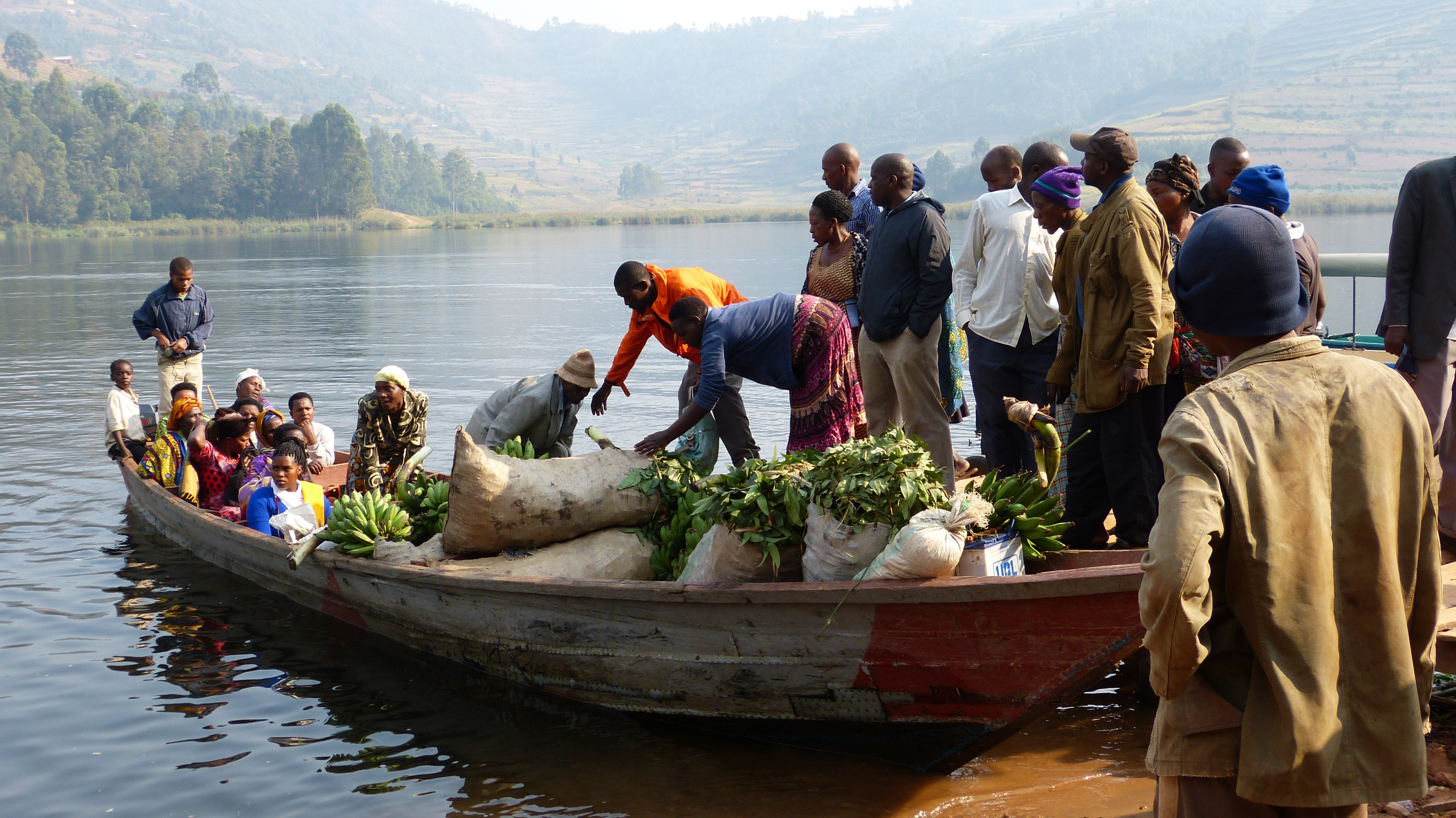
Mercado diario en el lago Bunyonyi

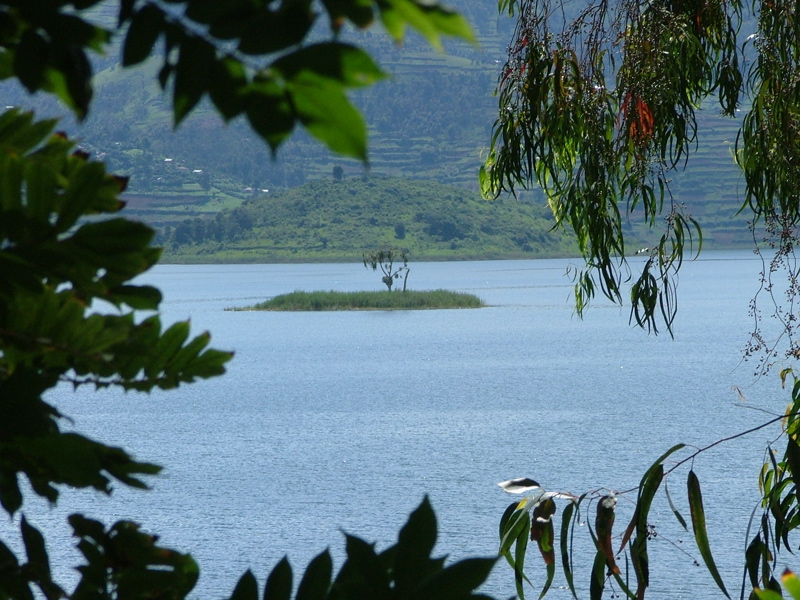
La isla del Castigo, Akampene.

El lago Bunyonyi es un lago de agua dulce africano situado al sudoeste de Uganda, entre las ciudades de Kisoro, al oeste, y Kabale, al este, en las proximidades de la frontera con Ruanda, a una altitud de 1962 m. Tiene forma alargada, de sudeste a noroeste, con orillas muy sinuosas, una longitud de 25 km y una anchura máxima de 7 km. La temperatura del agua es de 25.oC. Contiene 29 islas pequeñas.
El lago se encuentra sobre una falla de origen volcánico, en la rama occidental del Rift de África Oriental, de ahí que aunque su profundidad media sea de 44 m, algunas grietas puedan alcanzar los  900 m de profundidad. 
Está alimentado principalmente por las aguas del río Kabirita, procedente de Ruanda, por el sur. Desemboca por el norte en el pantano de Ruhuhuma, de 10 km de longitud, y luego forma un arco hacia el oeste para desembocar en el lago Mutanda, desde que sigue hacia el lago Eduardo como río Kako y más tarde como Rutshuru, por lo que se considera una de las fuentes más altas del río Nilo.
Las islas principales se llaman Akampene, Bwama y Njuyeera. Esta última fue utilizada en 1931 para establecer un centro de leprosería por el misionero inglés Leonard Sharp, de ahí que también se conozca como isla de Sharp. La isla de Akampene se utilizó antiguamente para abandonar a las mujeres embarazadas que no estaba casadas entre la sociedad bakiga, de ahí que se conozca como la isla del Castigo.

## Medio ambiente
El lago es de formación reciente, por el cierre de la salida del valle debido a la actividad volcánica hace 18.000 años. Contiene 29 islas pequeñas, 25 brazos también pequeños y una zona pantanosa de 8 km en la desembocadura del río Kabirita por el sur. Al norte también hay una zona pantanosa de 10 km de longitud, conocida como Ruhuhuma o Ruvuma, a la salida del río Rutshuru, un humedal permanente de unas 4000 ha.
El agua del lago Bunyonyi fluctúa 75 cm a lo largo del año. Aunque la temperatura es de 25.oC en la superficie, en profundidad se mantiene a 19.oC. 
En las bahías del lago crecen papiros. No hay demasiados peces, principalmente siluros y algunas especies de carpas. Se introdujeron tilapias a principios del siglo XX y se abandonó el proyecto por la muerte de los peces, pero se volvieron a introducir en 2012.
El lago es conocido por albergar numerosos cangrejos americanos. También por las numerosas colonias de aves, entre las que destaca la grulla coronada cuelligrís, emblema nacional de Uganda, y golondrinas. Bunyonyi significa en lengua chiga "lugar de numerosas aves". También hay una colonia de nutrias de cuello manchado.
La ausencia de animales peligrosos, como hipopótamos y cocodrilos, y gusanos responsables de la esquistosomiasis lo convierte en uno de los pocos lagos africanos donde se puede practicar el baño.
La ciudad de Kabale, de 50 000 hab., se encuentra a 7 km al este. Las orillas del lago están poco habitadas, a pesar de que la zona está intensamente cultivada. La población se compone de miembros de la etnia kiga y una minoría de pigmeos twa.